# Musée Bonnard
Das Musée Bonnard befindet sich im südfranzösischen Le Cannet im Département Alpes-Maritimes in der Region Provence-Alpes-Côte d’Azur. Die Gemeinde gehört zum Arrondissement Grasse.
Das Musée Bonnard ist das weltweit einzige Museum, das dem Werk von Pierre Bonnard gewidmet ist. Es wurde am 25. Juni 2001 eröffnet. Neben der Präsentation seiner Sammlung zeigt das Musée Bonnard ein bis zwei Wechselausstellungen pro Jahr. Im Dezember 2006 erhielt es die Auszeichnung „Musée de France“. Mit den Musées d’Orsay und der Orangerie besteht eine Partnerschaftsvereinbarung.

## Historischer Hintergrund
Pierre Bonnard lebte von 1922 bis 1947 in Le Cannet. Er mietete drei Villen, bevor er 1926 Le Bosquet erwarb, ein Haus oberhalb der Stadt, in das er sich von 1939 bis zu seinem Tod 1947 endgültig zurückzog. Die Landschaft von Le Cannet und das Licht des Südens waren für Bonnard eine unerschöpfliche Quelle der Inspiration. In diesen fast 25 Jahren schuf er Bilder, die von der Fachwelt einhellig zu seinen schönsten Werken gezählt werden. Bonnard schuf in Le Cannet mehr als dreihundert Werke, von denen einige von seiner privaten Umgebung (das Innere seines Hauses, sein Garten), aber auch von der Landschaft der Stadt und des Südens inspiriert waren. Die umgebende Landschaft hatte auf Bonnard eine ähnliche Wirkung wie das Montagne Sainte-Victoire auf Paul Cézanne oder der Garten von Giverny auf Claude Monet.

## Entstehungsgeschichte
- 1983–1995: Erste Schritte: Michèle Tabarot, Kulturdezernentin der Stadt Le Cannet, knüpft 1983 erste Kontakte mit der Familie des Künstlers Pierre Bonnard. 1995 wird sie zur Bürgermeisterin von Le Cannet gewählt.

- 1998–2001: Ankauf und erste Ausstellungen; 1998 erwirbt die Stadt das Hôtel Saint-Vianney, um dort ein Museum zu errichten. 2001 findet im Espace Bonnard die erste Ausstellung „Pierre Bonnard unter dem Licht von Le Cannet“ statt, gefolgt von jährlichen Ausstellungen zu Bonnard und seinem Umfeld.

- 2003–2006: Planung und Unterstützung: 2003 beschließt der Gemeinderat die Einrichtung des Museums im Hôtel Saint-Vianney. Ein wissenschaftliches Komitee wird gegründet. 2004 unterstützt Kulturminister Renaud Donnedieu de Vabres das Projekt. 2006 wird das Architektenteam ausgewählt und das Museum erhält das Label „Musée de France“. Erste bedeutende Ankäufe und Leihgaben werden gesichert.

- 2007–2009: Vorbereitung und internationale Kooperationen: 2007 wird der Garten von Bonnards Haus unter Denkmalschutz gestellt. 2008 folgen weitere wichtige Ankäufe. 2009 kündigt die Stadt Le Cannet auf der Vernissage im Metropolitan Museum in New York die baldige Eröffnung des Museums an und knüpft Beziehungen zur Phillips Collection in Washington.

- 2010–2011: Bau und Eröffnung: 2010 erfolgen weitere Ankäufe und internationale Leihgaben. Die Bauarbeiten beginnen im Juli. Am 25. Juni 2011 wird das Bonnard-Museum als weltweit erstes Museum, das diesem Künstler gewidmet ist, eröffnet. Die Eröffnungsausstellung „Bonnard und Le Cannet. Im Licht des Mittelmeers“ zieht fast 52.000 Besucher an und etabliert das Museum als bedeutende kulturelle Einrichtung an der Côte d’Azur.

- 2012–2013: Konsolidierung und Wachstum: 2012 wird die Partnerschaft mit den Nationalmuseen Orsay und Orangerie unterzeichnet und weitere Ankäufe werden getätigt. 2013 besichtigen über 150.000 Besucher das Museum. Die Sammlung konzentriert sich auf Bonnards Reifezeit von 1922 bis 1947 und wird kontinuierlich erweitert, unterstützt von einem Netzwerk von Mäzenen, angeführt von der Meyer-Stiftung für künstlerische und kulturelle Entwicklung.

## Wechselausstellungen (Auswahl)
- 2011: Les Collections. Bonnard, une vie dédiée à l’art.
- 2012: Bonnard et Le Cannet. Dans la lumière de la Méditerranée.
- 2013: Le Nu de Gauguin à Bonnard. Ève, icône de la modernité ?
- 2013: L’Œil d’un collectionneur. Redon & Denis. Rêve, amour, sacré.
- 2014: Les Belles endormies.
- 2014: L’Œil d’un collectionneur. Bonnard, Vuillard & Les Nabis.
- 2015: Un Fauve chez Bonnard. Manguin, L’exaltation de la couleur.
- 2020: Bonnard : Le Cannet, une évidence = Le Cannet in the limelight.
- 2021/2022: Balthus, Bazaine, Rothko... Les Enfants De Bonnard.
- 2022: Enfances Rêvées Bonnard, Les Nabis Et L’enfance.
- 2023/2024: Bonnard Son Musée, Ses Collections: Bonnard • Vallotton • Vuillard • Lesieur • Kimura • Truphémus.
- 2024: Toulouse - Lautrec. Tête D’affiche.